# Bannau Brycheiniog
Die Brecon Beacons (walisisch: Bannau Brycheiniog) sind eine Bergkette im Südosten von Wales. Der Name entstammt der mittelalterlichen Tradition der Leuchtfeuer (Beacons) auf den Bergspitzen als Warnung vor Angreifern.

## Lage

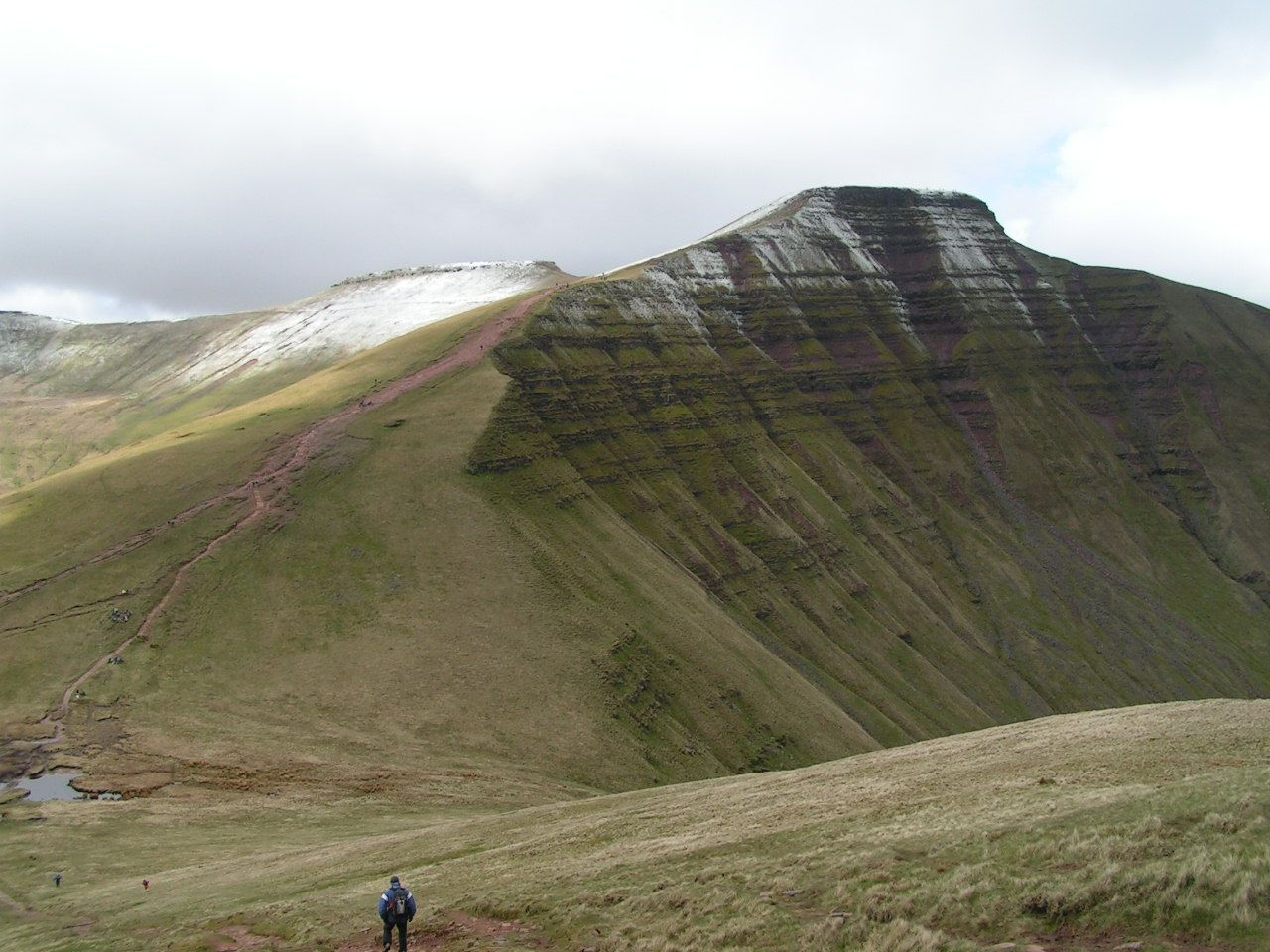
Pen y Fan

Die Brecon Beacons umfassen das Gebirge im Süden von Brecon mit dem Pen y Fan (886 m), dem Corn Du (873 m), dem Cribyn (795 m) und dem Fan y Bîg (719 m). Diese Gipfel formen einen hufeisenförmigen Gebirgszug um das Delta des Flusses Taf Fechan im Südosten sowie langgezogene parallel verlaufende Sporen Richtung Nordosten. Das Taf-Fechan-Panorama wird auch das Beacons-Hufeisen genannt.

## Nationalpark
Die Bergkette bildet den Kern des Bannau-Brycheiniog-Nationalparks (bis 2023: Brecon-Beacons-Nationalpark), einem von drei Nationalparks in Wales.
Der Nationalpark wurde 1957 als letzter der drei walisischen Parks gegründet. Mit seinen 1344 Quadratkilometern deckt er bedeutend mehr Land ab als nur die Brecon Beacons selbst. Er erstreckt sich von Llandeilo im Westen bis nach Hay-on-Wye im Osten. Zudem umfasst er die Black Mountains im Osten des Parks an der Grenze zu England sowie den Black Mountain im Westen. Das Gebiet westlich der Brecon Beacons wird Fforest Fawr oder Großer Wald genannt und wurde 2005 von der UNESCO als Geopark ausgezeichnet. Der Park ist außerdem bekannt für seine Wasserfälle wie den Henrhyd, der sich 27 Meter in die Tiefe stürzt oder die Ystradfellte-Fälle und ihre Höhlensysteme wie Ogof Ffynnon Ddu.
Der größte Teil des Nationalparks besteht aus mit Forstwirtschaft und Weideland durchsetzter Moorlandschaft. Beliebte Freizeitaktivitäten im Park sind Wandern, Radfahren, Reiten, Segeln, Windsurfen, Kanufahren, Fischen, Klettern und Höhlenwandern. Am 22. Mai 2005 wurde der erste durchgehende Wanderweg eröffnet, welcher von Abergavenny aus über eine Distanz von 100 Meilen an Crickhowell vorbeiführt und in Bethlehem, Carmarthenshire endet. Auf seinem Weg von Brecon nach Cardiff führt auch der Taff Trail durch die Beacons.
Aufgrund ihrer Abgeschiedenheit werden Teile der Parks als Trainingsgebiete für Einheiten der britischen Armee genutzt. So führt z. B. die Spezialeinheit Special Air Service (SAS) sowohl Teile ihres Auswahlverfahrens Selection als auch anspruchsvolle Übungen und Märsche in den Brecon Beacons durch.

## Dörfer und Siedlungen
- Abercrave, Aberdare, Abergavenny, Ammanford
- Brecon, Brynmawr
- Crickhowell
- Glynneath
- Hay on Wye, Hirwaun
- Felinfach
- Llandovery, Llangadog, Llanwrtyd Wells
- Pontypool, Pontypridd
- Sennybridge
- Talgarth, Tredegar
- Ystradgynlai